# London River
London River és una pel·lícula de gènere dramàtic de producció britànica, francesa i algeriana dirigida pel director franco-algerià Rachid Bouchareb. El film va ser estrenat el 10 de febrer de 2009 dins la secció de competició de l'edició 59 de la Berlinale.

## Argument
La britànica senyora Sommers viu sola a la seva granja de l'illa de Guernsey havent mort el seu marit a la Guerra de les Malvines i estudiant la seva filla a Londres.
El 7 de juliol de 2005 la solitària mare s'assabenta per televisió dels atemptats terroristes a Londres. Preocupada, s'intenta posar en contacte amb la seva filla, que no respon les múltiples trucades. Esgotada la seva paciència, finalment s'embarca cap a Londres per veure-la personalment.
Paral·lelament a França, Ousmane rep la notícia per part de la seva família a Àfrica que el seu fill -al qual ell no ha vist des de fa sis anys- no dona senyals de vida d'encà dels atemptats a Londres. Ousmane, pare d'edat ja avançada, aprofita aleshores l'oportunitat per retrobar-se amb el seu fill -qui és per ell un perfecte desconegut- i emprèn també un viatge cap a la capital anglesa.
Tot seguint la pista dels seus respectius fills, Ousmane i la senyora Sommers acaben finalment coincidint en donar-se el cas que els seus fills surten junts i comparteixen pis. La conservadora i carregada de prejudicis la senyora Sommers, de religió cristiana, desconeixia per complet la secreta vida que la seva filla duia a la capital, i queda completament fora de sí al descobrir que aquesta surt amb un musulmà d'origen africà.
La conservadora mare recela evidentment del musulmà Ousmane i es posa en contacte amb la policia tot alarmada pel fet que la seva filla hagi pogut ser convertida a l'islamisme. Aquest fet, sumat a la seva sobtada desaparició el dia dels atemptats, crida per descomptat l'atenció a Scotland Yard, que creu estar sobre la bona pista. Creix la sospita que els dos joves hagin pogut ser els autors dels atemptats al descobrir-se que la filla estudiava àrab.
El panorama canvia de sobte quan l'efectiu cercle musulmà d'Ousmane dissipa tota incertesa al descobrir que els dos joves havien planificat un viatge en tren cap a París el mateix dia dels atemptats. Tot sembla indicar, doncs, que els fills no només no tenen res a veure amb l'atemptat sinó que a més es troben sans i estalvis a París. Això alleuga enormement a la senyora Sommers, la qual per fi es desprèn dels seus inicials prejudicis i s'interessa per primer cop per Ousmane, passant ambdós un feliç dia junts i acceptant la vida que han decidit els seus fills.
Una trucada de la policia al següent dia neguita de nou a la senyora Sommers i Ousmane, els quals són efectivament informats de la mort dels seus fills, que mai van arribar a l'estació de trens en haver pres un dels autobusos fets explotar.
El resignat però serè Ousmane truca a la seva família a Àfrica per informar del tràgic desenllaç abans de tornar cap a París; la dessolada senyora Sommers torna per altra banda a la seva arrecerada granja, on haurà de reprendre sola una dura vida que continua.

## Repartiment
- Brenda Blethyn: Elisabeth Sommers, mare.
- Sotigui Kouyaté: Ousmane
- Gurdepak Chaggar: empleat de l'agència de viatges
- Roschdy Zem: carnisser
- Sami Bouajila: imam
- Diveen Henry: inspectora de policia

## Crítica
- "S'inscriu en el corrent del cinema realista britànic, més proper a Mike Leigh que a Ken Loach. Però el millor de la pel·lícula és l'extraordinària interpretació dels seus dos protagonistes (...) Puntuació: ★★★★ (sobre 5)"[3]
- "Una pel·lícula sincera i dolorosa, senzilla i respectuosa que, tanmateix, en un dels seus aspectes, deixa un regust una mica maniqueu"[4]
- "Filmada amb tendresa mal entesa i un cert maniqueisme melodramàtic (...) Puntuació: ★★ (sobre 5)"[5]
- "Només es pot posar una objecció: la bondat excessiva que emana de tots els immigrants que hi apareixen. En qualsevol cas, la sinceritat és aportada per una excepcional parella d'intèrprets"[6]

## Premis
- Festival Internacional de Cinema de Berlín 2009:
  - L'actor Sotigui Kouyaté va guanyar l'Os de Plata al millor actor per la seva interpretació d'Ousmane.
  - El director i guionista Rachid Bouchareb va estar nominat a l'Os d'Or